# Głowniaki
Głowniaki (Ustilaginomycetes R. Bauer et al.) – klasa podstawczaków (Basidiomycota).

## Charakterystyka
Są pasożytami bezwzględnymi roślin i najliczniejszą w gatunki grupą w obrębie grzybów głowniowych (Ustilagomycotina). Przeprowadzone przez Bergera i in. badania molekularne i ultrastrukturalne wskazują, że jest to grupa monofiletyczna. Należące do niej gatunki wytwarzają ustilospory o grubych ścianach, które kiełkując tworzą sporydia.

## Systematyka
Według aktualizowanej klasyfikacji Index Fungorum bazującej na Dictionary of the Fungi do rodziny tej należą:
- podgromada Ustilaginomycetidae Jülich 1981
  - rząd Quasiramulariales R. Kirschner, M. Kolařík & M. Piepenbr. 2021
  - rząd Uleiellales Garnica, K. Riess, M. Schön, H. Butin, M. Lutz, Oberw. & R. Bauer 2016
  - rząd Ustilaginales G. Winter 1880
- podgromada incertae sedis
  - rząd Urocystidales R. Bauer & Oberw. (1997)
  - rząd Violaceomycetales Albu, Toome & Aime 2015
    - rodzina incertae sedis
      - rodzaj Capitulocladosporium L.Y. Sun, X. Sun & L.D. Guo 2017
      - rodzaj Eriocortex Vánky & R.G. Shivas 2013, Violaceomyces S.A. Albu, M. Toome & M.C. Aime 2015